# Serena Sinigaglia
Serena Sinigaglia (Milano, 13 marzo 1973) è una regista italiana, diplomata in regia alla Scuola d'arte drammatica Paolo Grassi nel 1996.

## Biografia
Lavora come assistente alla regia con Gabriele Vacis e Gigi Dall'Aglio. Ha fondato l'A.T.I.R. (Associazione Teatrale Indipendente per la Ricerca), finanziata dal Ministero - Dipartimento dello Spettacolo nel settore della ricerca teatrale dal 1997, di cui è anche presidente e direttore artistico. Dal 2007 gestisce con la compagnia A.T.I.R. il Teatro Ringhiera, situato in una zona periferica di Milano; dal 2017 il teatro è in ristrutturazione.
Divenuta regista, mette in scena vari classici del teatro di parola (come Romeo e Giulietta di Shakespeare, Baccanti di Euripide), nuove drammaturgie (Lear, ovvero tutto su mio padre tratto da Re Lear di Shakespeare) e opere liriche.
Nel 2009 ha diretto La cimice di Majakowskij  al Piccolo Teatro di Milano, dove nel 2010 ha presentato Di a da in con su per tra fra Shakespeare.
Dal 2002 è stata spesso membro della giuria del Premio Hystrio alla vocazione; nel 2015 vince il Premio Hystrio per la regia. Nel 2017 vince il premio Città della musica 2017
Dal 2021 è direttrice artistica del Teatro Carcano di Milano, insieme a Lella Costa.

## Regie

### Prosa
Cura la regia di classici e nuove drammaturgie fra i quali Macbeth, Romeo e Giulietta e Re Lear di William Shakespeare, Le baccanti e Le troiane da Euripide, Natura morta in un fosso di Fausto Paravidino e la trilogia politica Incontri con epoche straordinarie: '43, '68, '89, il cui titolo è una citazione di Incontri con uomini straordinari film di Peter Brook a sua volta tratto dall'omonimo romanzo di Georges Ivanovič Gurdjieff.
Nel 2022 cura la regia de Il nodo (titolo originale Gidion’s Knot) opera teatrale del 2012 dell'autrice statunitense Johnna Adams, in scena le attrici Ambra Angiolini e Arianna Scommegna.

### Lirica
Cura la regia di diverse opere liriche tra le quali Tosca al Teatro La Fenice di Venezia, Cavalleria rusticana al Teatro Sociale di Como, Carmen in occasione del Macerata opera festival, Adelina per il Rossini Opera Festival, Don Pasquale al Landestheater di Salisburgo, Pagliacci al Grand Théâtre de Genève.